# Cornelia van Marle

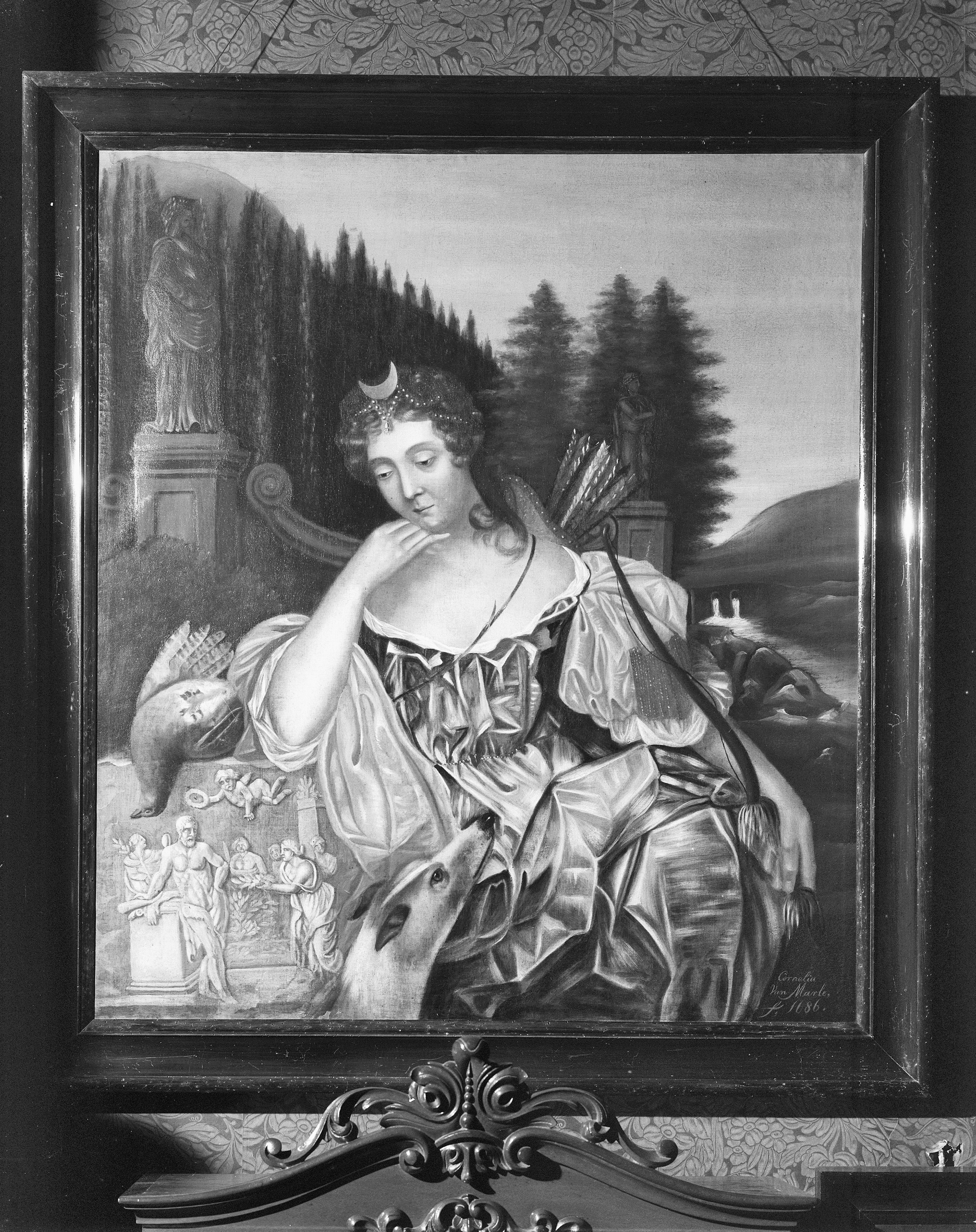
Retrato de dama desconocida como Diana cazadora, 1686. Óleo sobre lienzo, 114,5 x 100,5 cm, Zwolle, Stichting Het Vrouwenhuis.

Cornelia van Marle (Zwolle, 1661-1698) fue una pintora aficionada del siglo de oro neerlandés.

## Biografía
Fue la hija del fabricante de cerveza Herman van Marle y su mujer Lamberta Holt. Tras la muerte de su padre, cuando solo contaba un año, su madre contrajo matrimonio con otro fabricante de cerveza, Geurt Greve, y fusionaron su negocio convirtiéndolo en la cervecería "De Gouden Kroon", localizada en el Voorstraat (detrás del Vrouwenhuis en una calle paralela al Melkmarkt). De este segundo matrimonio nacieron otros seis hijos, entre ellos su media hermana Aleida Greve.
Junto con Aleida y sus primas Sophia y Anna Cornelia Holt recibió lecciones de pintura de Willem Beurs (Dordrecht, 1656). Beurs reconoció la capacidad de sus alumnas y les dedicó en 1692 el tratado de pintura  De groote waereld in 't kleen geschildert. En 1686 firmó un Retrato de dama desconocida como Diana conservado en la sala de los regentes del Vrouwenhuis de Zwolle, junto con un posible autorretrato de Aleida, el retrato de una mujer con fruta de Anna Cornelia y el Suicidio de Cleopatra de Sophia. Un segundo óleo conservado en el mismo lugar y fechado en 1689 con tres mujeres en un salón de té completa la obra conocida de la pintora diletante.